# Балтабаева, Елена Анатольевна
Елена Анатольевна Балтабаева (в девичестве Ортина; род. 5 ноября 1962, Усть-Каменогорск) — советская и казахстанская легкоатлетка, специалистка по толканию ядра. Выступала за сборные СССР и Казахстана по лёгкой атлетике в 1980-х и 1990-х годах, двукратная чемпионка Центральноазиатских игр, обладательница бронзовой медали чемпионата Азии, чемпионка Казахстана, действующая рекордсменка Казахстана на открытом стадионе и в помещении, участница летних Олимпийских игр в Атланте. Представляла Москву и Алма-Ату, физкультурно-спортивное общество «Динамо».

## Биография
Елена Ортина родилась 5 ноября 1962 года в городе Усть-Каменогорске Казахской ССР. Занималась лёгкой атлетикой в Москве и Алма-Ате, выступала за физкультурно-спортивное общество «Динамо».
В августе 1986 года на соревнованиях в Челябинске толкнула ядро на 19,26 метра, установив тем самым ныне действующий рекорд Казахстана в данной дисциплине (рекорд не ратифицирован World Athletics).
В 1989 году на чемпионате СССР в Горьком выиграла бронзовую медаль в толкании ядра, уступив только Наталье Лисовской и Ларисе Пелешенко.
В 1990 году взяла бронзу на зимнем чемпионате СССР в Челябинске.
В январе 1992 года на соревнованиях в Москве стала серебряной призёркой и установила ныне действующий рекорд Казахстана в помещении — 18,69 метра.
В 1995 году в составе казахстанской сборной одержала победу на Центральноазиатских играх в Ташкенте и стала бронзовой призёркой на чемпионате Азии в Джакарте.
Благодаря череде удачных выступлений в 1996 году удостоилась права защищать честь страны на летних Олимпийских играх в Атланте — на предварительном квалификационном этапе толкнула ядро на 16,40 метра, чего оказалось недостаточно для выхода в финал.
В 1997 году отметилась победой на домашних Центральноазиатских играх в Алма-Ате.
В 1998 году помимо прочего заняла восьмое место на чемпионате Азии в Фукуоке.
В 1999 году выиграла чемпионат Казахстана в Алма-Ате.
Завершила спортивную карьеру по окончании сезона 2000 года.